# Benji: S(pas) u zadnji čas
Benji: S(pas) u zadnji čas (eng. Benji) je američki film autora Brandona Campa u produkciji Blumhose Productions. Film je reboot istoimenog filma iz 1974. godine koji je režiran od strane Campovog oca Joea.
Film je prikazan na Netflixu 16. ožujka 2018., dok u Hrvatskoj je dostupan s hrvatskom sinkronizacijom od 20. kolovoza 2020.

## Radnja
Carter i Frankie su dvoje djece koja su oteta od strane dva razbojnika. Četveronožni prijatelj će im priskočiti u pomoć kako bi ih spasio. Pas ostaje s obitelji, a zatim pokušava spasiti obitelj pomažući im u problemima.

## Glumačka postava
- Gabriel Bateman kao Carter Hughes
- Darby Camp kao Frankie Hughes
- Kiele Sanchez kao Whitney Hughes
- Gralen Bryant Banks kao Sam King
- Will Rothhaar kao Syd Weld
- Angus Sampson kao Titus Weld
- Jerod Haynes kao Lyle Burton
- Lacy Camp kao Officer
- Jim Gleason kao Captain Newsome
- Brady Permenter kao Brute
- James W. Evermore kao Hot Dog Vendor
- Tom Proctor kao Cajun Captain
- Arthur J. Robinson kao Mr. Okra
- Cooper kao Benji
- Rott kao Himself
- Mongrel kao Herself
- Robbie Daymond kao The Voice of Benji
- Kevin Michael Richardson kao The Voice of Mongrel
- Khary Payton kao The Voice of Rott

### Hrvatska sinkronizacija
- Roko Krasovac kao Carter Hughes
- Lola Juran kao Frankie Hughes
- Kristina Krepela kao Whitney Hughes
- Hrvoje Perc
- Goran Vrbanić
- Vinko Štefanec
- Željko Šestić

- Studio: VSI-NET Croatia
- Redatelj: Ivan Mokrović
- Prevoditelj: Lara Kalšan
- Mikser: Matija Tonković
- Prilagoditelj teksta: Željko Šprem
- Voditelj: Kristina Đurić

## Produkcija
Blumhouse Productions najavio je 21. svibnja 2016. godine reboot filma Benji iz 1974. godine koji će režirati Brandon Camp s Gabrielom Batemanom u glavnoj ulozi. Snimanje je počelo u listopada 2016. u New Orleansu.

## Vanjske poveznice
- Benji u internetskoj bazi filmova IMDb-a
- Benji na Box Office Mojo